# Algebrska struktura
Algébrska struktúra (zastarelo algebrajska ali algebra(j)ična struktura) je v matematiki ime za množico skupaj z (vsaj eno) računsko operacijo, ki je definirana za elemente te množice. Algebrske strukture preučuje abstraktna algebra.
Temelj algebrske strukture se skriva v nekaterih osnovnih značilnostih, ki veljajo za določeno računsko operacijo. Te značilnosti se imenujejo tudi aksiomi algebrske strukture. Algebra v nadaljevanju preučuje značilnosti, ki so posledice aksiomov. Bistvo takega dela je splošnost: če se ugotovi, da ima neka struktura določene značilnosti, se lahko sklepa, da te značilnosti veljajo v splošnem za vsako množico, ki ima takšno strukturo.

## Najpomembnejše algebrske strukture

### Grupa
Najosnovnejša algebrska struktura je grupa. To je množica M, v kateri se lahko brez omejitev izvaja neko računsko operacijo (tj: za poljubna dva elementa iz M je tudi rezultat operacije vedno element množice M). Operacijo se v splošnem piše z znakom *. Za to operacijo morajo veljati naslednji aksiomi (za vsak a, b, c iz M):
- operacija je asociativna: a * (b * c) = (a * b) * c
- v množici obstaja nevtralni element e, tako da velja: a * e = e * a = a
- vsak element a ima svoj inverzni element a−1, tako da velja: a * a−1 = a−1 * a = e

Posebej zanimiv zgled grupe je Abelova grupa. To je grupa v kateri poleg naštetih treh velja še četrti aksiom:
- operacija je komutativna: a * b = b * a

Obstaja veliko konkretnih množic, ki imajo strukturo grupe:
- množica vseh celih števil z operacijo seštevanje je Abelova grupa
- množica vseh realnih števil z operacijo seštevanje je Abelova grupa
- množica vseh od 0 različnih realnih števil z operacijo množenje je Abelova grupa
- množica vseh funkcij z operacijo kompozitum je grupa, ni pa Abelova grupa.

### Kolobar in obseg
Za abstraktno algebro so še bolj zanimive množice, v katerih sta definirani dve računski operaciji. Ena od operacij se po navadi imenuje seštevanje in se jo označi z znakom +, druga pa se imenuje množenje in se jo označi z znakom · (ali zaradi splošnosti tudi *).
Táka množica K se imenuje kolobar, če je K za operacijo + Abelova grupa, poleg tega pa za množenje veljata asociativnostni in distributivnostni zakon.
Kolobar, ki vsebuje tudi nevtralni element za množenje, se imenuje kolobar z enoto. Če ima poleg tega vsak element kolobarja (razen elementa 0) svoj inverzni element za množenje, se taka množica imenuje obseg. Obseg, v katerem je množenje komutativno, se imenuje komutativni obseg ali polje.
Znani komutativni obsegi so:
- obseg racionalnih števil
- obseg realnih števil
- obseg kompleksnih števil

### Vektorski prostor
Nekoliko drugačna struktura z dvema računskima operacijama je vektorski prostor. Gre za posplošitev množice elementarnih trirazsežnih vektorjev). 
Vektorski prostor je množica V, ki je za seštevanje Abelova grupa, druga računska operacija pa ni definirana v tej množici, pač pa povezuje elemente množice V z elementi nekega komutativnega obsega F. Ta operacija se imenuje množenje vektorja s skalárjem in mora imeti podobne značilnosti kot ustrezna operacija v množici običajnih vektorjev v ravnini ali v trirazsežnem prostoru.
Zanimive zglede vektorskih prostorov se najde v množici funkcij.